# Palača Wilhelminenberg
Palača Wilhelminenberg stoji na zahodnem obrobju Dunaja v 16. okrožju Ottakring na Gallitzinbergu. Zdaj se uporablja kot hotel in je sredi 120.000 m² velikega parka, ki se rahlo spušča od jugo-jugovzhodnega sprednjega dela palače v dolino Liebhartstal.

## Zgodovina
Leta 1781 je feldmaršal Franz Moritz Graf von Lascy (znan tudi kot Lacy) pridobil posest v Ottakringu na hribu, znanem kot Predigtstuhl in začel graditi palačo. Njegov prijatelj, ruski veleposlanik na Dunaju, knez Dmitrij Mihailovič Golizin, po katerem je gora kasneje dobila ime, je od njega kupil posesti na Predigtstuhlu, pozneje pa od njega pridobil še druge dele gozda in pašnike Ottakringa, ki ga je preoblikoval v park, ki obstaja še danes. Več ribnikov, okrogel tempelj, rimske ruševine in lovska koča so krasili park. Po Gallitzinovi smrti leta 1793 je posest podedoval Nikolaj Petrovič Rumjancev.
Po več lastniških spremembah sta knez Julius von Montléart (Jules Max Thibault Montléart, 1787–19. oktober 1865) in njegova žena Maria Christina leta 1824 kupila grad, ki je bil že potreben obnove. Leta 1838 so ga dali povečati za dve stranski krili.
Po knezovi smrti je izbruhnil zapuščinski spor, zato je bilo premoženje po sodišču ponujeno za 125.000 goldinarjev. Sin Moritz von Montléart je prejel pogodbo in leta 1866 dal grad in zemljišče svoji ženi Wilhelmini. Ker njegova želja po spremembi imena iz Gallitzinberg v Wilhelminenberg ni bila uradno izpolnjena, je knez dal na vse vhode v palačo pritrditi plošče z napisom »Wilhelminenberg«, s čimer je dosegel posredno spremembo imena.
Knez je umrl 16. marca 1887 in je bil na željo vdove pokopan v bližini palače v neogotskem mavzoleju. Kneginja Wilhelmina je razdelila dediščino med svoje sorodnike, pri čemer je obdržala le svoje osebno premoženje in dohodek od Wilhelminenberga. Zaradi njene velikodušnosti do revnih jo je prebivalstvo imenovalo angel iz Wilhelminenberga. Umrla je 26. marca 1895 in bila pokopana v mavzoleju poleg moža.

### 1903 Rušenje in novogradnja
V letih 1903–1908 je bila že dotrajana palača porušena in zgrajena palača v neo empire slogu po načrtih arhitektov Eduarda Frauenfelda (1853–1910) in Ignaza Sowinskega kot sedež avstrijskih nadvojvod. Stroški gradnje, vključno z gospodarskimi poslopji, so znašali 1,4 milijona kron. Gospodar gradu je bil nadvojvoda Rainer, po njegovi smrti 27. januarja 1913 pa njegov nečak nadvojvoda Leopold Salvator.

### Vojna leta in posledice
Med prvo svetovno vojno je bila palača preurejena v vojaško bolnišnico in rehabilitacijski dom za vojne žrtve.
Leta 1922 jo je pridobil direktor banke v Zürichu Wilhelm Ammann. Od 16. novembra 1926 je bilo mesto Dunaj novi lastnik palače, vključno s pomožnimi objekti in parkom, s prevzemom na dražbi za odkup in jo leta 1927 postavilo kot občinsko otroško prenočišče. Od leta 1934 do 1939 je bila posest sedež deškega pevskega zbora. Marca 1938 so stavbo zaplenili nacionalsocialisti in izročili avstrijski legiji. V vojnih letih je palača spet služila kot vojaška bolnišnica, povezana z bližnjim Wilhelminenspitalom.
Leta 1945 so jo ponovno posvetili kot dom za otroke, ki potrebujejo sprostitev, in nekdanje ujetnike koncentracijskih taborišč. Leta 1950 se je v palačo Wilhelminenberg iz Spiegelgrunda preselila opazovalna postaja kurativnega izobraževanja.

### Od 1961 Dom za študente s posebnimi potrebami/zlorabe
Od leta 1961 do 1977 je stavba služila kot dom za dijake s posebnimi potrebami (čeprav je bila kasneje v njej tudi skupina fantov). Leta 2011 je postalo znano, da so se v tem času zgodili številni napadi in posilstva tam nameščenih deklet. Mestna uprava se je čutila prisiljeno ustanoviti komisijo za preiskovanje teh kaznivih dejanj, ki so že zdavnaj zastarali. Prav tako je treba pojasniti ali je politična raven pridobila znanje o takratnih incidentih in kako so se nanje odzvali. Vodja komisije, sodnica Barbara Helige, je junija 2013 v intervjuju za dunajski tednik Falter pojasnila:
Vprašanje: Torej je mesto vedelo in opazovalo?
Helige: MA 11 je vedel vse, Maria Jacobi je bila odgovorna mestna svetnica do leta 1973, nato pa je bila odgovorna Gertrude Fröhlich-Sandner. Našli smo pisma Jacobiju. Bila je popolnoma obveščena – vendar ne o spolnih napadih.
Organizacija žrtev Weißer Ring je v svojem končnem poročilu o žrtvah v dunajskih otroških domovih opisala otroški dom Wilhelminenberg kot (skupaj z Eggenburgom) daleč najhujšo »vročo točko zlorab«. 2384 zlorabljenim nekdanjim oskrbovanim otrokom, ki so se prijavili, je dunajska občina plačala odškodnino skupaj 52 milijonov evrov.
Zloraba v Palači Wilhelminenberg (in drugih občinskih domovih) je povzročila tudi zahtevo po spremembi zastaralnih rokov, da bi storilci odgovarjali.

### Od 1986
Podžupan Hans Mayr je 1. julija 1986 napovedal, da bodo palačo prenovili in preuredili v gostišče (mladinski apartmajski hotel). Leta 1988, po 14 mesecih gradnje, so z velikimi stroški odprli Gästehaus Schloss Wilhelminenberg s 3 zvezdicami. Leta 2000 je gostišče postal Hotel Schloss Wilhelminenberg. Po obsežni triletni prenovi so ga prerazvrstili in dvignili v kategorijo hotelov s 4 zvezdicami. Hotel zdaj upravlja Verkehrsbüro Hotellerie GmbH pod blagovno znamko Austria Trend Hotels.